# Orchaise
Orchaise – miejscowość i dawna gmina we Francji, w Regionie Centralnym, w departamencie Loir-et-Cher. W 2013 roku jej populacja wynosiła 981 mieszkańców. 
W dniu 1 stycznia 2016 roku z połączenia dwóch ówczesnych gmin – Molineuf oraz Orchaise – utworzono nową gminę Valencisse. Siedzibą gminy została miejscowość Molineuf. 